# 손상익
손상익(孫相翼, 1955년 9월 29일 ~ 2024년 8월 10일)은 대한민국의 만화 평론가이다.

## 학력
- 영남고등학교 졸업
- 인하대학교 사회학과 졸업
- 1997년 8월 중앙대학교 신문방송대학원 신문방송학 석사 학위
- 2005년 중앙대학교 대학원에서 신문방송학 박사 학위

## 경력
- 민간 단체 한국만화통사편찬위원회(현재: 한국만화문화연구원) 설립
- 한국간행물윤리위원회 제2심의위원
- 경민대학교 강사
- Njoy365.com 대표
- 코믹플러스 설립

## 저서
- 1962년 만화세상이 오고있다
- 1996년 만화로 여는 세상
- 1996년 아톰의 철학: 데즈카 오사무의 만화세계
- 1996년 한국만화통사
- 1998년 만화그리기 ABC - 감수/해설
- 2000년 망가 VS 만화
- 2002년 한국만화 인명사전
- 2005년 한국 만화사 산책
- 2013년 타이거 헌터
- 2014년 총의 울음